# Bubalus bubalis carabanensis
Il carabao è una sottospecie domestica, o secondo alcuni una specie separata, del bufalo indiano particolarmente diffusa nelle Filippine e sull'isola di Guam, dove l'animale è tra i simboli di quei Paesi, e in varie zone del Sud-est asiatico.
Questo bufalo domestico viene utilizzato dalle popolazioni locali come animale da soma con particolare impiego, grazie agli zoccoli larghi che ne impediscono l'affondamento, nelle risaie che in quelle aree abbondano.
Gli adulti pesano fino a 800 kg ed hanno pelame fitto, corto e nero o grigio scuro, con un ciuffo di pelo più lungo sulla fronte e sulla punta della coda. Entrambi i sessi presentano grosse corna incurvate verso l'alto.
Caratteristica del carabao, come della maggior parte dei bovini, è quella di non avere ghiandole sudoripare, mancanza che lo spinge a fare frequenti bagni in pozze d'acqua o di fango, soprattutto nelle ore più calde. Il fango, inoltre, solidificandosi sul corpo, lo protegge dalle punture degli insetti.
Il carabao è un animale silenzioso, ma può emettere una vasta gamma di sbuffi e grugniti se sorpreso o infastidito. Si nutre principalmente di erba nella frescura del mattino o del tramonto. Vive fino a 20 anni in cattività e la femmina può avere un vitello ogni anno.